# Gliese 667 Cd
Gliese 667 Cd là một hành tinh ngoài Hệ Mặt Trời quay quanh ngôi sao Gliese 667 C, mà là một thành viên của hệ sao ba Gliese 667 nằm ở khoảng cách 22,7 năm ánh sáng (6,97 pc) từ Trái Đất, trong vùng lân cận của chòm sao Thiên Yết. Nó lớn hơn một chút so với Gliese 667 Cc. Nó có khối lượng gấp 5 đến 6 lần M🜨 và bán kính lớn gấp đôi giả sử nó là đá.
Nó có thể là một hành tinh băng giá với mức trung bình là -67°C giả sử một bầu khí quyển giống như Trái Đất, mặc dù nó nằm ngoài vùng sinh sống của hệ thống và do đó, không thể tiếp nhận nước lỏng trên bề mặt của nó, người ta giả thuyết rằng Gliese 667 Cd có thể có một đại dương ngầm dưới một lớp băng. Nó có Chỉ số Tương tự Trái Đất là 46,8%.